# Marlies Göhr
Marlies Göhr-Oelsner (geboortenaam: Marlies Oelsner), (Gera, 21 maart 1958) is een voormalige Oost-Duitse sprintster. Ze was de eerste vrouw ter wereld die de 100 m binnen 11 seconden (10,88 s) liep. Ze werd tijdens haar actieve carrière tweemaal olympisch kampioene, tweemaal wereldkampioene, elfmaal Europees kampioene en verbeterde zesmaal het wereldrecord op de 4 x 100 m estafette. Bovendien heeft ze nog altijd de Europese records op de 4 x 100 en 4 x 200 m estafette in handen (peildatum aug. 2012).

## Biografie

### Jaren zeventig
Marlies Göhr groeide op als dochter van een meubelmaker in Triptis. In 1971 werd ze naar de Kinder- und Jugendsportschule in Bad Blankenburg gestuurd. Ze trouwde met de voormalige keeper van FC Carl Zeiss Jena en latere voetbaltrainer Ulrich Göhr. Ze was in haar actieve loopbaan aangesloten bij SC Motor Jena en werd getraind door Horst-Dieter Hille.
Onder haar geboortenaam Marlies Oelsner finishte ze als tweede op de Europese kampioenschappen voor junioren 1975 in Athene. In het jaar erop plaatste ze zich voor de Olympische Spelen van 1976 in Montreal. In de finale op de 100 m werd ze achtste, maar ze veroverde samen met Renate Stecher, Carla Bodendorf en Bärbel Eckert goud op de 4 x 100 m estafette.
Haar doorbraak maakte ze in 1977 door tijdens de Oost-Duitse kampioenschappen de 100 m te winnen in een wereldrecordtijd van 10,88. Ze was hiermee de eerste vrouw die deze afstand onder de 11 seconden liep. Later dat jaar won ze de 100 m op de eerste Wereldbekerwedstrijd in Düsseldorf en een zilveren medaille op de 4 x 100 m estafette.
Marlies Oelsner bleef in 1978 domineren op internationale wedstrijden onder haar nieuwe trouwnaam Göhr. Ze won dat jaar op de 100 m een gouden medaille op de Europese kampioenschappen in Praag en werd op de 200 m met slechts 0,02 seconde verslagen door Ljoedmila Kondratjeva uit de Sovjet-Unie. Bovendien won ze brons op de 4 x 100 m estafette, samen met Johanna Klier, Carla Bodendorf en Monika Hamann. Deze laatste prestatie was overigens teleurstellend, want juist veertien dagen ervoor had hetzelfde viertal in Potsdam het wereldrecord op 42,27 gesteld. Dat maakte hen in Praag tot favoriete voor de titel. In de finale klopte er echter niets van de wissel tussen Monika Hamann en Carla Bodendorf, waardoor de Russische ploeg in 42,54 naar de overwinning kon snellen, gevolgd door de Britse vrouwen in 42,72.
In 1979 werd ze verslagen op de 100 m bij de wereldbekerwedstrijden in Montreal door de Amerikaanse kampioene Evelyn Ashford. Er begon dus concurrentie op te komen.

### Jaren tachtig
In 1980 was Göhr favoriete om de olympische titel te winnen op de 100 m. Binnen twee weken won ze in mei in Potsdam (10,98), Jena (11,00) en Dresden (10,93). Op de Olympische Spelen van 1980 in Moskou was haar grootste concurrente Ljoedmila Kondratjeva uit de Sovjet-Unie, die Göhr verslagen had op de 200 m tijdens de EK in 1978. Göhr had in Moskou een slechte start en werd wederom door Kondratjeva verslagen met een verschil van 0,01 seconde. Zes dagen later trad Göhr aan op de 4 x 100 m estafette, waarbij ze als slotloopster naar olympisch goud snelde en in een tijd van 41,60 finishte. Haar teamgenotes waren hier Romy Müller, Bärbel Wöckel en Ingrid Auerswald.
Het jaar 1981 begon Marlies Göhr voortvarend. Ze won voor de derde maal de 100 m bij de Europacupwedstrijden in Zagreb. Haar tijd was 11,17. Bij de strijd om de wereldbeker in Rome moest ze genoegen nemen met een bronzen medaille, nadat zowel de Amerikaanse Evelyn Ashford (goud) als de Britse Kathy Smallwood-Cook (zilver) haar te snel af waren. In 1982 won ze de 100 m op de EK in Athene en was hiermee de eerste vrouw die haar titel prolongeerde op deze afstand.
In het jaar 1983 continueerde zich de strijd tussen Ashford en Göhr. Beiden verbeterden dat jaar het wereldrecord. Eerst verbeterde Marlies Göhr het naar 10,81 in Oost-Berlijn. Binnen een maand scherpte Evelyn Ashford het aan tot 10,79. Beide atletes waren in grootse vorm op de eerste wereldkampioenschappen in Helsinki. Beiden wonnen hun halve finale. De finale werd echter een anticlimax, omdat Evelyn Ashford niet kon finishen vanwege een hamstringblessure. Göhr won het goud in 10,97 voor haar landgenote Marita Koch (zilver; 11,02) en de Amerikaanse Diane Williams (brons; 11,06).
In 1984 domineerden Ashford en Göhr de 100 m, doordat beiden dat jaar de tien snelste wereldtijden liepen. Göhr kon dat jaar echter niet meedoen aan de Olympische Spelen van Los Angeles wegens de boycot van deze spelen door de Oostbloklanden. Ashford won hierdoor zonder tegenstand het goud op de 100 m in 10,97 en was hiermee de eerste vrouw die onder de 11 seconden liep op de Olympische Spelen.
Op 6 oktober 1985 liep Marlies Göhr op de wereldbekerwedstrijd in het Australische Canberra met haar teamgenotes Silke Möller, Sabine Günther en Ingrid Auerswald voor de zesde maal een wereldrecord op de 4 x 100 m estafette. Hun finishtijd van 41,37 werd pas 27 jaar later, op de Olympische Spelen van 2012, door een Amerikaans team verbeterd.
In 1986 was Marlies Göhr gebrand om haar Europese titel voor de derde maal op rij te winnen. Met een tijd van 10,91 versloeg ze de Bulgaarse Anelia Nuneva (zilver; 11,04 s) en de Nederlandse Nelli Fiere-Cooman (brons; 11,08 s). Op de 4 x 100 m estafette won ze op dit toernooi haar tweede gouden medaille.
Haar laatste wedstrijden waren de wereldkampioenschappen in Rome en de Olympische Spelen van 1988 in Seoel. In beide wedstrijden sneuvelde ze in de halve finale op de 100 m, maar won een zilveren medaille op de 4 x 100 m estafette. Ashford, die als slotloopster op de Olympische Spelen met twee meter achterstand begon, had aan het eind een voorsprong op Göhr van een meter.

### Einde sportcarrière
Na de Spelen van 1988 zette Marlies Göhr een punt achter haar sportcarrière. Op 9 november 1989 werd ze moeder van dochter Nadja, studeerde psychologie en werkte later als kinderpsychologe in een kinderziekenhuis.

### Doping
Met de val van de Berlijnse Muur in 1990 werd bekendgemaakt op grond van documenten van de geheime dienst (Stasi), dat er binnen Oost-Duitsland op grote schaal doping werd gebruikt. Göhr werd op zeventienjarige leeftijd (1975) positief getest op het gebruik van androgenic steroids. In 1983 en 1984 zou ze betrapt zijn op een hoge dosis Oral-Turinabol.

## Titels
- Wereldkampioene 100 m - 1983
- Wereldkampioene 4 x 100 m - 1983
- Olympisch kampioene 4 x 100 m - 1976, 1980
- Europees kampioene 100 m - 1978, 1982, 1986
- Europees kampioene 200 m - 1978
- Europees kampioene 4 x 100 m - 1982, 1986
- Europees indoorkampioene 60 m - 1977, 1978, 1979, 1982, 1983
- Oost-Duits kampioene 100 m - 1977, 1978, 1979, 1980, 1981, 1982, 1983, 1984, 1985, 1988
- Oost-Duits kampioene 200 m - 1978, 1984
- Oost-Duits indoorkampioene 60 m - 1977, 1978, 1980, 1982, 1983, 1986, 1987
- Oost-Duits indoorkampioene 100 m - 1977, 1980, 1982, 1983
- Europese jeugdkampioene 4 x 100 m - 1975

## Persoonlijke records
Outdoor
| Onderdeel | Prestatie | Datum       | Plaats  |
| --------- | --------- | ----------- | ------- |
| 100 m     | 10,81 s   | 8 juni 1983 | Berlijn |
| 200 m     | 21,74 s   | 3 juni 1984 | Erfurt  |

Indoor
| Onderdeel | Prestatie | Datum           | Plaats   |
| --------- | --------- | --------------- | -------- |
| 50 m      | 6,12 s    | 2 februari 1980 | Grenoble |
| 60 m      | 7,07 s    | 1 februari 1986 | Liévin   |

## Wereldrecords

### 100 m
| Tijd (sec.) | Datum       | Plaats       |
| ----------- | ----------- | ------------ |
| 10,88 s     | 1 juli 1977 | Dresden      |
| 10,88 s     | 9 juni 1982 | Chemnitz     |
| 10,81 s     | 8 juni 1983 | Oost-Berlijn |

### 4 x 100 m estafette
| Tijd (sec.) | Datum      | Plaats   | 1e loper         | 2e loper         | 3e loper         | 4e loper          |
| ----------- | ---------- | -------- | ---------------- | ---------------- | ---------------- | ----------------- |
| 42,50       | 29.05.1976 | Chemnitz | Carla Bodendorf  | Marlies Göhr     | Martina Blos     | Renate Stecher    |
| 42,27       | 19.08.1978 | Potsdam  | Monika Hamann    | Marlies Göhr     | Carla Bodendorf  | Johanna Klier     |
| 42,10       | 10.06.1979 | Chemnitz | Marita Koch      | Ingrid Auerswald | Romy Schneider   | Marlies Göhr      |
| 42,09       | 09.07.1980 | Berlijn  | Ingrid Auerswald | Romy Schneider   | Marlies Göhr     | Christina Brehmer |
| 41,93       | 13.07.1980 | Potsdam  | Marlies Göhr     | Ingrid Auerswald | Bärbel Wöckel    | Romy Müller       |
| 41,60       | 01.08.1980 | Moskou   | Marlies Göhr     | Romy Müller      | Ingrid Auerswald | Bärbel Eckert     |
| 41,53       | 31.07.1983 | Berlijn  | Silke Gladisch   | Marlies Göhr     | Marita Koch      | Ingrid Auerswald  |
| 41,37       | 06.10.1985 | Canberra | Silke Gladisch   | Sabine Günther   | Ingrid Auerswald | Marlies Göhr      |

## Palmares

### 60 m
- 1977:  EK indoor - 7,17 s
- 1977:  Wereldbeker - 11,16 s
- 1978:  EK indoor - 7,12 s
- 1979:  EK indoor - 7,16 s
- 1982:  EK indoor - 7,11 s
- 1983:  EK indoor - 7,09 s
- 1985:  EK indoor - 7,13 s
- 1986:  EK indoor - 7,08 s
- 1987:  EK indoor - 7,12 s
- 1988:  EK indoor - 7,07 s

### 100 m
- 1975:  EK U20 - 11,43 s
- 1976: 8e OS - 11,34 s
- 1977:  Wereldbeker - 11,16 s
- 1979:  Wereldbeker - 11,17 s
- 1979:  Universiade - 11,00 s
- 1978:  EK - 11,13 s
- 1980:  OS - 11,07 s
- 1981:  Wereldbeker - 11,13 s
- 1982:  EK - 11,01 s
- 1983:  WK - 10,97 s
- 1984:  Vriendschapsspelen - 10,95 s
- 1985:  Wereldbeker - 11,10 s
- 1986:  EK - 10,91 s

### 200 m
- 1978:  EK - 22,53 s

### 4 × 100 m estafette
- 1976:  OS - 42,55 s
- 1978:  EK - 43,07 s
- 1980:  OS - 41,60 s (WR)
- 1982:  EK - 42,19 s
- 1983:  WK - 41,76 s
- 1985:  Wereldbeker - 41,37 s (WR)
- 1986:  EK - 41,84 s
- 1987:  WK - 41,95 s
- 1988:  OS - 42,09 s

1928: Rosenfeld, Smith, Bell, Cook ·
1932: Carew, Furtsch, Rogers, Von Bremen ·
1936: Bland, Rogers, Robinson, Stephens ·
1948: Stad-de Jong, Witziers-Timmer, van der Kade-Koudijs, Blankers-Koen ·
1952: Faggs, Jones, Moreau, Hardy ·
1956: Strickland, Croker, Mellor, Cuthbert ·
1960: Hudson, Williams, Jones, Rudolph ·
1964: Ciepły, Kirszenstein, Górecka, Kłobukowska ·
1968: Ferrell, Bailes, Netter, Tyus ·
1972: Krause, Mickler-Becker, Richter, Rosendahl ·
1976: Oelsner, Stecher, Bodendorf, Eckert ·
1980: Müller, Wöckel, Auerswald, Göhr ·
1984: Brown, Bolden, Cheeseborough, Ashford ·
1988: Brown, Echols, Griffith-Joyner, Ashford ·
1992: Ashford, Jones, Guidry, Torrence ·
1996: Devers, Miller, Gaines, Torrence ·
2000: Fynes, Sturrup, Davis, Ferguson ·
2004: Lawrence, Simpson, Bailey, Campbell ·
2008: Borlée, Mariën, Ouédraogo, Gevaert ·
2012: Madison, Felix, Knight, Jeter ·
2016: Madison, Felix, Gardner, Bowie ·
2020: Williams, Thompson-Herah, Fraser-Pryce, Jackson ·
2024: Jefferson, Terry, Thomas, Richardson
1983 Marlies Göhr ·
1987 Silke Gladisch ·
1991 Katrin Krabbe ·
1993 Gail Devers ·
1995 Gwen Torrence ·
1997 Marion Jones ·
1999 Marion Jones ·
2001 Zjanna Block ·
2003 Torri Edwards ·
2005 Lauryn Williams ·
2007 Veronica Campbell-Brown ·
2009 Shelly-Ann Fraser-Pryce ·
2011 Carmelita Jeter ·
2013 Shelly-Ann Fraser-Pryce ·
2015 Shelly-Ann Fraser-Pryce ·
2017 Tori Bowie ·
2019 Shelly-Ann Fraser-Pryce · 
2022 Shelly-Ann Fraser-Pryce · 
2023 Sha'Carri Richardson
1983 Gladisch, Koch, Auerswald, Göhr · 
1987 Brown, Williams, Griffith-Joyner, Marshall · 
1991 Duhaney, Cuthbert, McDonald, Ottey · 
1993 Bogoslovskaja, Maltsjoegina, Voronova, Privalova · 
1995 Mondie-Milner, Guidry-White, Gaines, Torrence · 
1997 Gaines, Jones, Miller, Devers · 
1999 Fynes, Sturrup, Davis-Thompson, Ferguson · 
2001 Paschke, G. Rockmeier, B. Rockmeier, Wagner · 
2003 Girard, Hurtis-Houairi, Félix, Arron · 
2005 Daigle, Lee, Barber, Williams · 
2007 Williams, Felix, Barber, Edwards · 
2009 Facey, Fraser, Bailey, Stewart · 
2011 Knight, Felix, Myers, Jeter · 
2013 Russell, Stewart, Calvert, Fraser-Pryce · 
2015 Campbell-Brown, Morrison, Thompson, Fraser-Pryce · 
2017 Brown, Felix, Akinosun, Bowie · 
2019 Whyte, Fraser-Pryce, Smith, Jackson · 
2022 Jefferson, Steiner, Prandini, Terry · 
2023 Davis, Terry, Thomas, Richardson